# Mühlhausen im Täle
Mühlhausen im Täle är en kommun och ort i Landkreis Göppingen i regionen Stuttgart i Regierungsbezirk Stuttgart i förbundslandet Baden-Württemberg i Tyskland.
Kommunen ingår i kommunalförbundet Oberes Filstal tillsammans med staden Wiesensteig samt kommunerna Drackenstein, Gruibingen och Hohenstadt.